# Кињоло д'Изола
Кињоло д'Изола (итал. Chignolo d'Isola) је насеље у Италији у округу Бергамо, региону Ломбардија.
Према процени из 2011. у насељу је живело 2943 становника. Насеље се налази на надморској висини од 227 м.

## Становништво
| 1936. | 1951. | 1961. | 1971. | 1981. | 1991. | 2001. | 2011. |
| ----- | ----- | ----- | ----- | ----- | ----- | ----- | ----- |
| 1.385 | 1.542 | 1.598 | 1.797 | 1.948 | 2.184 | 2.702 | 3.214 |